# Alberto Marí
Alberto Marí Sánchez (Alicante, 11 luglio 2001) è un calciatore spagnolo, attaccante del Valencia.

## Carriera
Prodotto giovanile di Hércules, Real Valladolid ed Eibar, ha iniziato la sua carriera con la squadra satellite dell'Eibar, il CD Vitoria nella Tercera División. Dopo un buon inizio, si è trasferito al Valencia il 5 luglio 2021 con un contratto di 3 anni più uno opzionale, inizialmente assegnato alle riserve del Mestalla.
Marí ha iniziato ad allenarsi con la prima squadra del Valencia nel marzo 2023. Ha esordito il 23 aprile 2023 come sostituto nella vittoria per 2-0 contro l'Elche nella Liga.
Nella stagione 2024/2025 viene ceduto in prestito al Real Saragozza nella Segunda División. 
Il 22 febbraio 2025 segna il suo primo gol con la nuova squadra, nel pareggio esterno per 2-2 in casa del Granada.

## Statistiche

### Presenze e reti nei club
Statistiche aggiornate al 4 giugno 2023.
| Stagione        | Squadra           | Campionato      | Campionato | Campionato | Coppe nazionali | Coppe nazionali | Coppe nazionali | Coppe continentali | Coppe continentali | Coppe continentali | Altre coppe | Altre coppe | Altre coppe | Totale | Totale |
| Stagione        | Squadra           | Comp            | Pres       | Reti       | Comp            | Pres            | Reti            | Comp               | Pres               | Reti               | Comp        | Pres        | Reti        | Pres   | Reti   |
| --------------- | ----------------- | --------------- | ---------- | ---------- | --------------- | --------------- | --------------- | ------------------ | ------------------ | ------------------ | ----------- | ----------- | ----------- | ------ | ------ |
| 2020-2021       | CD Vitoria        | TD              | 20         | 5          |                 | -               | -               | -                  | -                  | -                  | -           | -           | -           | 20     | 5      |
| 2021-2022       | Valencia Mestalla | TDR             | 19         | 6          |                 | -               | -               | -                  | -                  | -                  | -           | -           | -           | 19     | 6      |
| 2022-2023       | Valencia Mestalla | SF              | 29         | 11         |                 | -               | -               | -                  | -                  | -                  | -           | -           | -           | 29     | 11     |
| 2022-2023       | Valencia          | PD              | 5          | 1          | CR              | 0               | 0               | -                  | -                  | -                  | -           | -           | -           | 5      | 1      |
| Totale carriera | Totale carriera   | Totale carriera | 73         | 23         |                 | 0               | 0               |                    | -                  | -                  |             | -           | -           | 73     | 23     |